# Krzemieniewo (Czarne)
Krzemieniewo (deutsch Krummensee, früher Crummensee) ist ein Dorf in der Landgemeinde (Gmina) Czarne (Hammerstein)  in der polnischen Woiwodschaft Pommern. Es gehört zum Powiat Człuchowski (Schlochauer Kreis).

## Geographische Lage
Das Kirchdorf liegt in Westpreußen, etwa elf Kilometer südsüdöstlich der Stadt Hammerstein (Czarne), zwanzig Kilometer westsüdwestlich von Schlochau (Człuchów) und 120 Kilometer westsüdwestlich von Marienwerder (Kwidzyn). Östlich des Dorfkerns fließt der Schüttkenbach.

## Geschichte

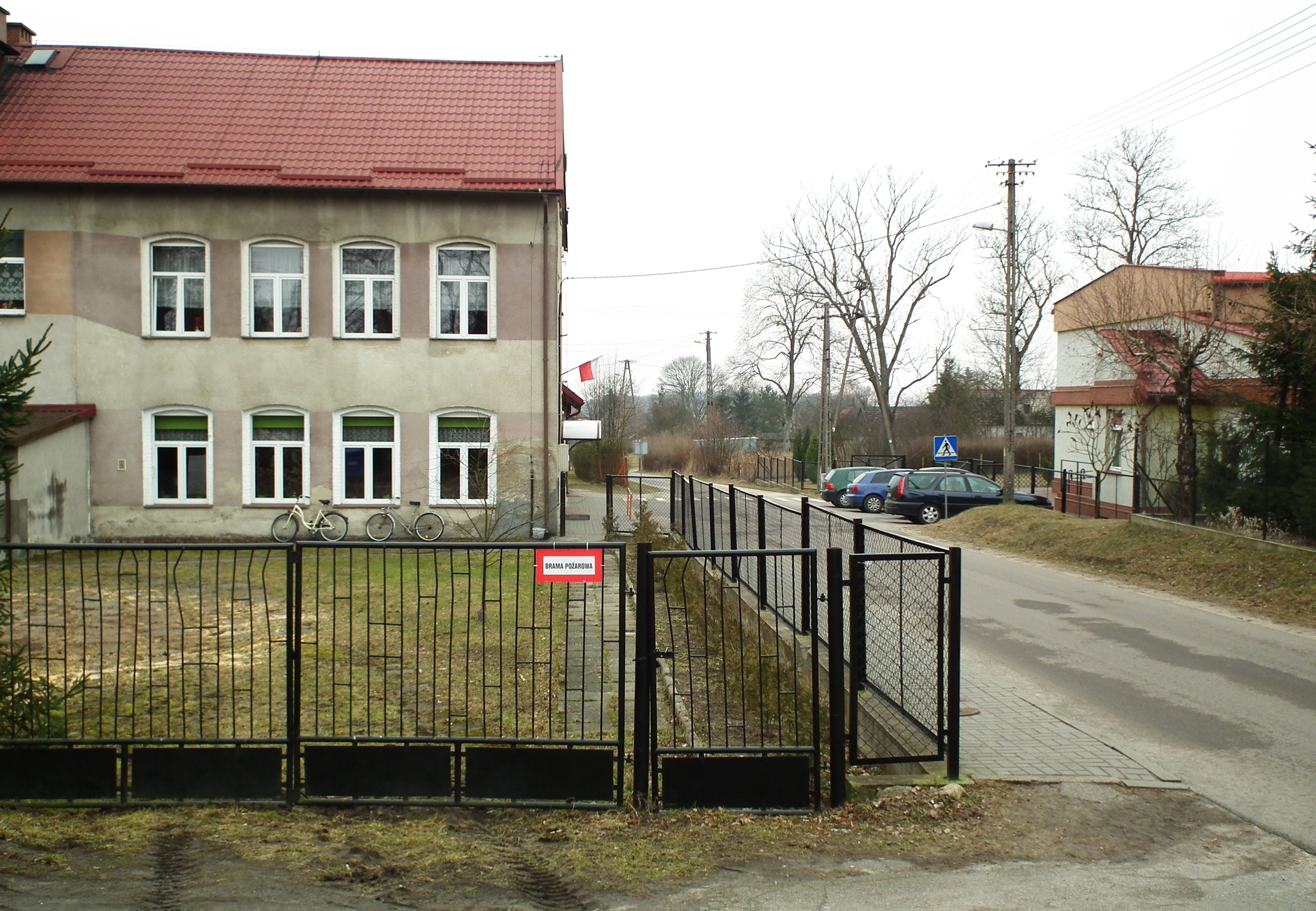
Ortszentrum mit der Dorfschule

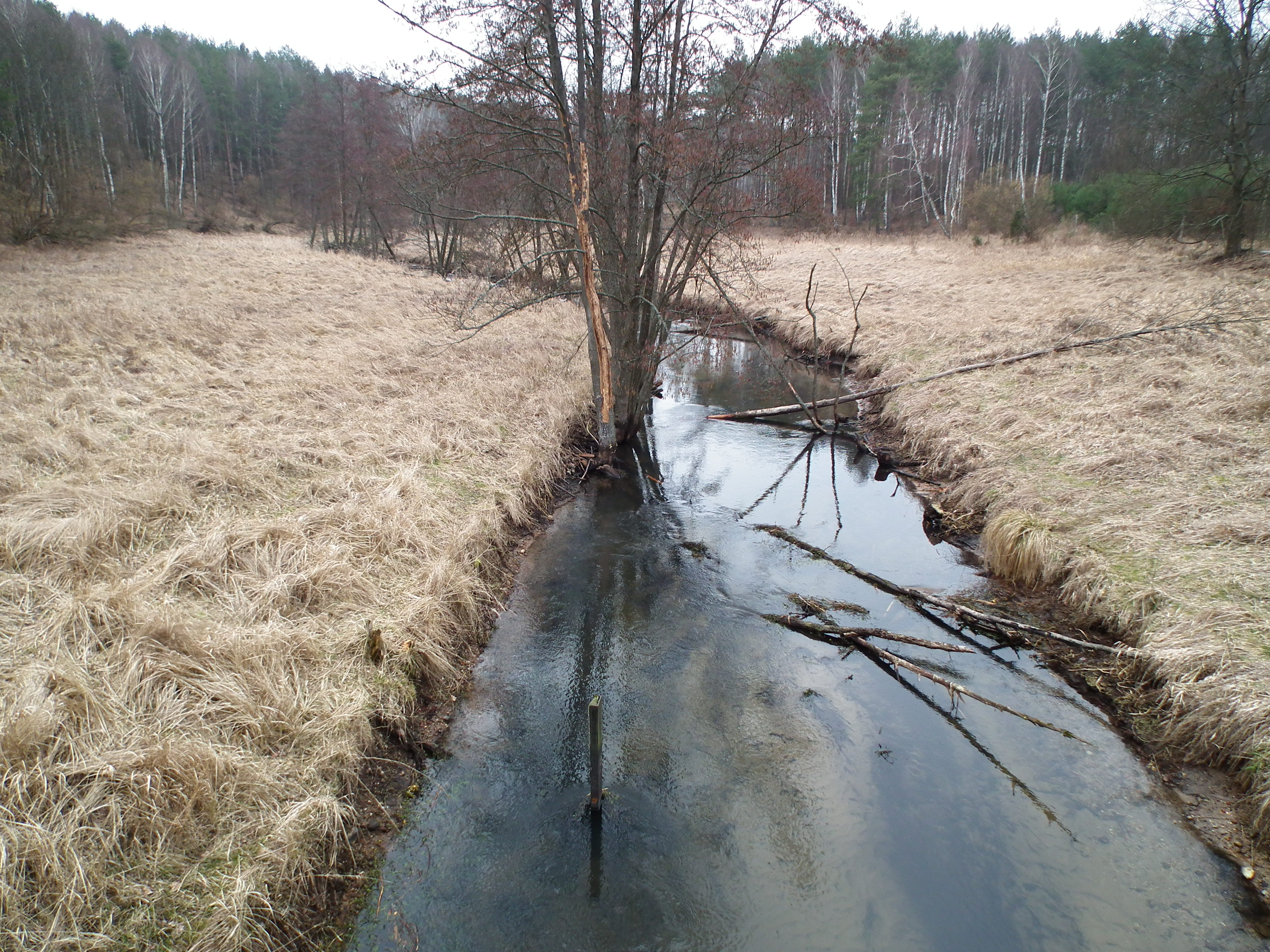
Schüttkenbach

Auf der Gemarkung des Dorfs Krummensee waren im 19. Jahrhundert aus der Vorzeit stammende kleine Aschenurnen mit Henkel gefunden worden, die der Gutsbesitzer Stendell an eine archäologische Sammlung in Marienwerder weitergab. Der Ortsname deutet darauf hin, dass sich der Gutsbezirk einst im Besitz eines Zweigs der alten märkischen Familie Krummensee befunden hatte.
Im Jahr 1823 wurde das Gut Crummensee mit dazu gehöriger Brennerei, Ziegelei, Fischerei, Jagd und dem herrschaftlichen Wohnhaus ab 1824 von Graf von Hertzberg aus Trabehn bei Neustettin zur Pacht angeboten.
Im Jahr 1830 befand sich das Gut Crummensee mit dem dazu gehörigen Vorwerk Amalienruh, einer Ziegelei, einer Branntweinbrennerei und einer Fischerei im Besitz des Majors von Dorpowski, der es auf zwölf bis fünfzehn Jahre zur Pacht anbot. Um 1856 saß Rittergutsbesitzer Grätzel auf Crummensee, der aber 1857 verzogen war.
Im Jahr 1896 bestanden das Gut Krummensee, das Johannes Stendell in Besitz hatte, und das Rittergut Krummensee mit Branntweinbrennerei, auf dem Wilhelm Stendell saß.
Am 1. April 1927 betrug die Flächengröße des Guts Krummensee 525 Hektar, und 1925 wohnten im Gutsbezirk 108 Personen.
Die Gemeindefläche von Krummensee war Anfang der 1930er Jahre 15 km² groß, und auf ihr standen 64 Wohnhäuser an vier verschiedenen Wohnorten:
- Amalienruh
- Krummensee
- Waldarbeitergehöft Birkenbusch
- Waldarbeitergehöft Lindenhof

Im Jahr 1945 gehörte Krummensee zum Landkreis Schlochau im Regierungsbezirk Grenzmark Posen-Westpreußen der preußischen Provinz Pommern des Deutschen Reichs. Das Dorf war Sitz des Amtsbezirks Krummensee.
Gegen Ende des Zweiten Weltkriegs besetzte im Frühjahr 1945 die Rote Armee die Region. Nach Einstellung der Kampfhandlungen wurde der Kreis Schlochau mit Krummensee zusammen mit Westpreußen und Hinterpommern seitens der sowjetischen Besatzungsmacht der Volksrepublik Polen zur Verwaltung überlassen. Von der polnischen Behörde wurde das Dorf nun unter der Bezeichnung „Krzemieniewo“ verwaltet. In der Folgezeit wurde die einheimische Bevölkerung von der polnischen Administration aus dem Kreisgebiet vertrieben.

### Demographie
| Jahr | Einwohner | Anmerkungen |
| ---- | --------- | --- |
| 1783 | –         | adliges Dorf mit zwei Vorwerken und einer lutherischen Kirche, 30 Feuerstellen (Haushaltungen), in Westpreußen |
| 1818 | 209       | adliges Hauptgut mit 204 Einwohnern und adlige Ziegelei mit fünf Einwohnern |
| 1852 | 432       | Dorf |
| 1864 | 417       | Dorf und Rittergut, davon 405 Evangelische und sechs Katholiken |
| 1910 | 527       | Dorf und Rittergut Crummensee sowie Gut Amalienruh, davon 261 im Dorf (248 Evangelische, eine katholische Person und sechs Juden), 153 im Rittergut (darunter 152 Evangelische) und 113 im Gut Amalienruh (darunter 108 Evangelische und zwei Katholiken) |
| 1925 | 464       | darunter 438 Evangelische und 22 Katholiken |
| 1933 | 427       | [ 13 ] |
| 1939 | 428       | [ 13 ] |

## Kirche
Die Protestanten der hier bis 1945 anwesenden Dorfbevölkerung gehörten zur evangelischen Pfarrei Landeck. Ihre Filialkirche in Crummensee war 1629 erbaut worden.